# Bairdita
La bairdita és un mineral de la classe dels sulfats. Rep el nom en honor de Jerry A. Baird (b. 1940) d'Arizona (Estats Units), un recol·lector de minerals que va recopilat extensament exemplars de la muntanya Otto. Va subministrar nombroses mostres per a la investigació, incloent un dels dos exemplars co-tipus de la bairdita i un dels dos co-tipus de la fuettererita.

## Característiques
La bairdita és un sulfat de fórmula química Pb₂Cu2+
4Te6+
2O10(OH)₂(SO₄)·H₂O. Va ser aprovada com a espècie vàlida per l'Associació Mineralògica Internacional l'any 2012, i la primera publicació data del 2013. Cristal·litza en el sistema monoclínic.

## Formació i jaciments
Va ser descoberta al pic Bird Nest, a les muntanyes Otto, dins la localitat de Baker, al comtat de San Bernardino, Califòrnia (Estats Units). A banda d'altres indrets propers a la localitat tipus també ha estat descrita a la mina Grand Central, al comtat de Cochise (Arizona, Estats Units), i al dipòsit d'or de Manka, al Kazakhstan. Aquests són els únic indrets on ha estat descrita aquesta espècie mineral.